# Mazama
Pour l’article homonyme, voir Le Mont Mazama dans l'Oregon.
Genre
Mazama est un genre de cervidés.

## Liste des espèces
Selon GBIF (5 juin 2025) :
- Mazama americana (Erxleben, 1777) — Daguet rouge, Biche rouge
- Mazama bicenii Thomas, 1908
- Mazama bororo Duarte, 1996
- Mazama bricenii Thomas, 1908  — Mazame nain gris
- Mazama chunyi Hershkovitz, 1959 — Mazame pygmée
- Mazama dorsata Rafinesque, 1817
- Mazama gouazoubira G.Fischer, 1814  — Daguet gris, Cariacou
- Mazama nana (Hensel, 1872)  —  Daguet nain, Daguet nain du Brésil, Mazame nain
- Mazama pandora Merriam, 1901
- Mazama rufina (Bourcier & Pucheran, 1852)
- Mazama sericea Rafinesque, 1817
- Mazama temama (Kerr, 1792)
- Mazama tienhoveni Van Roosmalen & Van Hooft, 2015

## Systématique
Le nom valide complet (avec auteur) de ce taxon est Mazama Rafinesque, 1817.
Mazama a pour synonymes :
- Azarina Larrañaga, 1923
- Coassus Gray, 1843
- Homelaphus Gray, 1872
- Passalites Gloger, 1841
- Subula Lesson, 1842
- Subulo Smith, 1827